# Thomas Bedorf
Thomas Bedorf (* 1969) ist ein deutscher Philosoph und Professor für Philosophie an der Fernuniversität in Hagen.

## Leben
Von 1990 bis 1997 studierte er Philosophie, Romanistik, Geschichts- und Politikwissenschaft in Münster, Bochum und Paris. Von 1997 bis 1998 war er wissenschaftliche Hilfskraft am Institut für Philosophie der Ruhr-Universität Bochum (Bernhard Waldenfels). Von 1997 bis 1998 war er Kollegiat des DFG-Graduiertenkollegs „Phänomenologie und Hermeneutik“ Bochum/Wuppertal. 1999 hatte er ein Forschungsstipendium am Department of Philosophy der Stony Brook University. Nach der Promotion 2002 zum Dr. phil. an der Ruhr-Universität Bochum wurde er 2002 wissenschaftlicher Mitarbeiter am Lehrgebiet Philosophie, insbes. Praktische Philosophie in Hagen. Nach der Habilitation 2008 in Philosophie ebenda war er 2009/2010 Gastprofessor am Instituto Italiano di Scienze Umane in Neapel und Vertretungsprofessor für Politische und Sozialphilosophie an der Universität Wien. 2011 wurde er Professor an der FernUniversität in Hagen. 2015 bis 2017 war er Präsident der Deutschen Gesellschaft für phänomenologische Forschung (DGPF). Seit 2019 ist Thomas Bedorf Sprecher der Forschungsschwerpunkt digitale_kultur der FernUniversität in Hagen. Von 2019 bis 2020 war er Fellow am IMéRA -Institut d’Études Avancées der Universität Aix-Marseille.
Bedorf ist Herausgeber der Reihe Phänomenologische Untersuchungen (Fink-Verlag) und Mitherausgeber der Reihe Sozialphilosophische Studien (transcript Verlag).

## Forschungsschwerpunkt
Thomas Bedorfs Forschungsschwerpunkte liegen in der Sozialphilosophie und der politischen Philosophie. Mit theoretischen Mitteln aus der Phänomenologie, der Praxisphilosophie und der französischen Philosophie der Gegenwart untersucht er die Bedingungen von Sozialität und verkörperter Politik. Seine jüngeren Forschungsinteressen richten sich darüber hinaus auf die Transformationsprozesse der digitalen Kultur.

## Schriften (Auswahl)

### Monographien
- Dimensionen des Dritten. Sozialphilosophische Modelle zwischen Ethischem und Politischem. München 2003, ISBN 3-7705-3870-6.
- Marginalien zu Adorno. Münster 2003, ISBN 3-89691-553-3.
- Verkennende Anerkennung. Über Identität und Politik. Berlin 2010, ISBN 978-3-518-29530-4.
- Andere. Eine Einführung in die Sozialphilosophie. Bielefeld 2011, ISBN 978-3-8376-1710-8.

### Herausgeberschaften
- mit Stefan A. B. Blank: Diesseits des Subjektprinzips. Körper – Sprache – Praxis. Magdeburg 2002, ISBN 3-933046-57-2.
- mit Andreas Cremonini: Verfehlte Begegnung. Levinas und Sartre als philosophische Zeitgenossen. München 2005, ISBN 3-7705-4121-9.
- mit Felix Heidenreich und Marcus Obrecht: Die Zukunft der Demokratie – L’avenir de la démocratie. Berlin 2009, ISBN 978-3-8258-1931-6.
- mit Kurt Röttgers: Die französische Philosophie im 20. Jahrhundert. Ein Autorenhandbuch. Darmstadt 2009, ISBN 978-3-534-20551-6.
- mit Gerhard Unterthurner: Zugänge. Ausgänge. Übergänge. Konstitutionsformen des sozialen Raums. Würzburg: 2009, ISBN 978-3-8260-3946-1.
- mit Kurt Röttgers: Das Politische und die Politik. Berlin 2010, ISBN 978-3-518-29557-1.
- mit Joachim Fischer und Gesa Lindemann: Theorien des Dritten. Innovationen in Soziologie und Sozialphilosophie. München 2010, ISBN 978-3-7705-5021-0.
- mit Emmanuel Alloa, Christian Grüny und Tobias Nikolaus Klass: Leiblichkeit. Geschichte und Aktualität eines Konzeptes. Tübingen 2019, ISBN 978-3-8252-5038-6.
- mit Andreas Gelhard: Die deutsche Philosophie im 20. Jahrhundert. Ein Autorenhandbuch. Darmstadt 2013, ISBN 978-3-534-23548-3.
- mit Tobias Nikolaus Klass: Leib – Körper – Politik. Untersuchungen zur Leiblichkeit des Politischen. Weilerswist 2015, ISBN 978-3-95832-057-4.
- mit Steffen Herrmann: Das soziale Band. Geschichte und Gegenwart eines sozialtheoretischen Grundbegriffs. Frankfurt am Main, New York 2016, ISBN 978-3-593-50631-9.
- mit Selin Gerlek: Philosophien der Praxis. Ein Handbuch. Tübingen 2019, ISBN 978-3-8252-5134-5.
- mit Steffen Herrmann: Political Phenomenology. Experience, Ontology, Episteme. London, New York 2020, ISBN 978-1-032-08576-0.